# NGC 6933
NGC 6933 is een dubbelster in het sterrenbeeld Dolfijn. Het hemelobject werd op 14 september 1865 ontdekt door de Zweedse astronoom Herman Schultz.